# Acis nicaeensis
Acis nicaeensis es una especie de planta bulbosa perteneciente a la familia de las amarilidáceas. Es originaria de la región del Mediterráneo.

## Descripción
Es una planta bulbosa perennifolia que alcanza un tamaño de 20-40 cm de altura. Con un pequeño bulbo ovoide, las hojas brotan antes que las flores, que son lineales semi-cilíndricas, superando el tallo largo y delgado, estas son blancas y muy pequeñas. Es fruto es una cápsula, subglobosa.

## Distribución y hábitat
Se encuentra en las rocas y colinas secas del sureste de Vaucluse, Alpes-Maritimes y Liguria.

## Taxonomía
Acis nicaeensis fue descrita por (Ardoino) Lledó, A.P.Davis & M.B.Crespo y publicado en Plant Systematics and Evolution 246: 241, en el año 2004.
Sinonimia
- Leucojum nicaeense Ardoino basónimo
- Ruminia nicaeensis (Ardoino) Jord. & Fourr.[4]